# Surf Days
Unter Surf Days (deutsch: Brandungstage) versteht man in der Seeschifffahrt Tage, an denen ein auf Reede liegendes Schiff nicht beladen werden kann.

## Einzelheiten
Der Begriff geht auf Frachtverträge mit Handelsschiff zurück, die vor Chile auf Reede liegend durch Seeleichter mit Salpeter beladen wurden. Da es im besagten Seegebiet häufiger zu starkem Schwell kommt, der ein Hin- und Herfahren der Leichter unmöglich macht, werden diese Tage von den regulär bezahlten Liegetagen ausgeschlossen.